# Paul Romand
Paul Romand (ur. 25 września 1930 w Les Rousses, zm. 1 lipca 2011 w Saint-Claude) – francuski biathlonista i biegacz narciarski.
W 1956 roku wziął udział w igrzyskach olimpijskich w Cortinie d’Ampezzo, zajmując 50. miejsce w biegu na 15 km oraz 35. miejsce na dwukrotnie dłuższym dystansie. W 1962 roku wystartował na biathlonowych mistrzostwach świata w Hämeenlinna, zajmując dziewiąte miejsce w biegu indywidualnym i siódme w drużynie. Był też między innymi siódmy w sztafecie na mistrzostwach świata w Garmisch-Partenkirchen w 1966 roku. W międzyczasie startował w biathlonie podczas igrzysk w Squaw Valley w 1960 roku oraz igrzysk w Innsbrucku w 1964 roku, zajmując miejsca na przełomie trzeciej i czwartej dziesiątki. Na ZIO 1964 był także członkiem francuskiej sztafety biegowej, która ukończyła rywalizację na szóstej pozycji.

## Osiągnięcia w biathlonie

### Igrzyska olimpijskie
| Rok  | Miejscowość  | Konkurencje | Konkurencje | Konkurencje | Konkurencje | Konkurencje | Konkurencje | Konkurencje |
| Rok  | Miejscowość  | IN          | SP          | PU          | MS          | RL          | MR          | SR          |
| ---- | ------------ | ----------- | ----------- | ----------- | ----------- | ----------- | ----------- | ----------- |
| 1960 | Squaw Valley | 17.         | nd.         | nd.         | nd.         | nd.         | nd.         | –           |
| 1964 | Innsbruck    | 17.         | nd.         | nd.         | nd.         | nd.         | nd.         | –           |

### Mistrzostwa świata
| Rok  | Miejscowość            | Konkurencje | Konkurencje | Konkurencje | Konkurencje | Konkurencje | Konkurencje | Konkurencje |
| Rok  | Miejscowość            | IN          | SP          | PU          | MS          | RL          | MR          | SR          |
| ---- | ---------------------- | ----------- | ----------- | ----------- | ----------- | ----------- | ----------- | ----------- |
| 1962 | Hämeenlinna            | 9.          | nd.         | nd.         | nd.         | 7.          | nd.         | –           |
| 1963 | Seefeld in Tirol       | 23.         | nd.         | nd.         | nd.         | 8.          | nd.         | –           |
| 1965 | Elverum                | 25.         | nd.         | nd.         | nd.         | 8.          | nd.         | –           |
| 1966 | Garmisch-Partenkirchen | 26.         | nd.         | nd.         | nd.         | 7.          | nd.         | –           |
| 1967 | Altenberg              | –           | nd.         | nd.         | nd.         | 8.          | nd.         | –           |

## Osiągnięcia w biegach narciarskich

### Zimowe igrzyska olimpijskie
| Miejsce | Dzień       | Rok  | Miejscowość       | Konkurencja             | Czas biegu | Strata  | Zwycięzca        |
| ------- | ----------- | ---- | ----------------- | ----------------------- | ---------- | ------- | ---------------- |
| 35.     | 27 stycznia | 1956 | Cortina d’Ampezzo | 30 km stylem klasycznym | 1:44:06    | +14:58  | Veikko Hakulinen |
| 50.     | 30 stycznia | 1956 | Cortina d’Ampezzo | 15 km stylem klasycznym | 49:39      | +7:32   | Hallgeir Brenden |
| 6.      | 8 lutego    | 1964 | Innsbruck         | Sztafeta 4 × 10 km      | 2:18:34,6  | +7:56,8 | Szwecja          |